# Fissidens hoei
Fissidens hoei là một loài Rêu trong họ Fissidentaceae. Loài này được Pursell mô tả khoa học đầu tiên năm 1977.